# Districtul Nagykálló
Nagykálló (în maghiară Nagykállói járás) este un district în județul Szabolcs-Szatmár-Bereg, Ungaria.
Districtul are o suprafață de 377,36 km2 și o populație de 30.430 locuitori (2013).